# Sainte-Austreberthe (Seine-Maritime)
Sainte-Austreberthe település Franciaországban, Seine-Maritime megyében. Lakosainak száma 664 fő (2022. január 1.). Sainte-Austreberthe Butot, Émanville, Goupillières, Hugleville-en-Caux, Limésy, Pavilly és Sierville községekkel határos.

## Népesség
A település népessége az elmúlt években az alábbi módon változott:
| Lakosok száma | 615  | 623  | 622  | 612  | 606  | 624  | 654  | 665  | 664  |
|               | 2013 | 2015 | 2016 | 2017 | 2018 | 2019 | 2020 | 2021 | 2022 |